# Skattebøls omlagring
Skattebøls omlagring är en organisk-kemisk omlagringssreaktion där en geminalt dihalogenerat cyklopropanförening omvandlas till en allen-förening via en karbenintermediär. Reaktionen genomföres med hjälp av en organolitiumbas. Omlagringsreaktionen är uppkallad efter den norske kemisten Lars Skattebøl, som först upptäckte reaktionsmöjligheten.
Om en av substituenterna på cyklopropanringen är en 2-vinylgrupp, kommer det på grund av närvaron av dubbelbindningen att bildas en stabiliserad karben som intermediär: